# Вишнє (Іванчна Гориця)
Вишнє (словен. Višnje) — поселення в общині Іванчна Гориця, Осреднєсловенський регіон, Словенія. Висота над рівнем моря: 370,1 м.